# Olma
Olma är en ort i Mexiko.   Den ligger i kommunen Yahualica och delstaten Hidalgo, i den sydöstra delen av landet, 180 km norr om huvudstaden Mexico City. Olma ligger 526 meter över havet och antalet invånare är 128.
Terrängen runt Olma är kuperad. Runt Olma är det ganska tätbefolkat, med 100 invånare per kvadratkilometer. Närmaste större samhälle är Xochiatipan de Castillo, 15,2 km sydost om Olma. I omgivningarna runt Olma växer huvudsakligen savannskog.